# Bulgari
Bulgari (англ. вимова: [ˈbulɡari]) — італійська компанія предметів розкоші, якою володіє французька компанія LVMH з жовтня 2011.
Компанія заснована в 1884 році в Римі.
Назва торгової марки зазвичай пишеться як BVLGARI на кшталт класичної латинської абетки, в якій літера V — це сучасна літера U.
Сама назва походить від прізвища грецького засновника компанії Сотіріоса Булгаріса (грец. Σωτήριος Βούλγαρης, грецька вимова: [soˈtirjos ˈvulɣaris], італ. Sotirio Bulgari, (1857–1932).
Незважаючи на те, що славу компанії принесли ювелірні вироби, наразі це диверсифікована компанія брендів предметів розкоші, до яких належать годинники, парфуми, модні аксесуари та готелі.

## Історія
Сотіріос Булгаріс розпочав свою діяльність ювеліра в своєму рідному селі Paramythia поблизу міста Епір ще за часів Османської імперії. Його перший магазин дожив до сучасного часу. В 1877 році він спочатку виїхав до міста Корфу, а звідти — в Неаполю. В Італію Сотіріос Булгаріс прибув зі своїм бізнес-партнером Деметріосом Кремосом. Справи йшли непогано, було відкрито магазин. Проте згодом прийшло нещастя — злодії вкрали всі їх вироби.
В 1881 році Булгаріс та Кремос, залишившись згідно з сімейною легендою з 80 сантимо в кишенях, вирушили до Рима. Спочатку вони продавали свої вироби через магазини інших ювелірів Риму, проте згодом вони накопичили достатньо грошей для відкриття свого магазину. В 1884 році Булгарі на вулиці Via Sistina відкрив свій перший магазин в Римі. Магазин пропонував покупцям вироби зі срібла, антикваріат та коштовності з рисами коштовностей, знайдених під час археологічних розкопок в колишніх містах Стародавньої Греції, Риму, Єгипту та Лаціо.
В 1905 році магазин переїхав на вулицю Via Dei Condotti, де він існує по наш час. Сотіріос Булгаріс розумів важливість деяких методів маркетингу, тому під впливом роману Чарльза Дікенса назвав свій магазин Old Curiosity Shop. В такий спосіб він планув привабити до свого магазину багатьох представників англо-саксонського дворянства.
На момент відкриття магазину на вулиці Via Dei Condotti Сотіріосу Булгарісу вже допомагали два його сини — Константино Булгаріс (Costantino (1889—1973)) та Джорджо ((1890—1966)).
Завдяки унікальності та високій якості своїх прикрас та коштовностей, які поєднували риси давньогрецької та римської культури, магазин дуже швидко став відомим місцем приваблення багатіїв світу.
Тимчасові магазини були відкриті також в Санкт-Моріці та Люцерні.
Пізніше сини Джорджо та Константино Булгарі змінили стилістичний напрямок компанії. З 20-х по 60-ті роки XX століття найбільша увага приділялася виготовленню прикрас згідно з французькою модою. Стиль компанії мінявся від Едвардіанського стилю до Деко далі до Ретро далі до Модерн. Прикраси в стилі розкопок більше не виготовлялись. Джорджо займався веденням бізнесу, а Константин — вивченням різноманітних технік сріблярства, а також історії виробів зі срібла в Італії.
Під час Другої Світової війни Константино Булгарі та його жінка Лаура Булгарі переховували в своєму будинку в Римі трьох єврейських жінок, зовсім їм не знайомих. Це сталося під час нападу фашистів в жовтні 1943 року на єврейське гетто в Римі. За свій подвиг 31 грудня 2003 року Константино та Лаура Булгарі були нагороджені титулом Праведників народів в Яд Вашемі в Єрусалимі (Ізраїль).
В 1966 році після смерті Джорджо Булгарі до керма компанії стали його син — Джанні Булгарі та племінниця Марина. В 1970 році розпочався вихід компанії на міжнародний ринок, були відкриті магазини в Нью-Йорку, Женеві, Монте-Карло та Парижі.
В 1985 році Джанні Булгарі відмовився від посади головного виконуючого директора компанії. В 1987 році він продав свою частку компанії своїм братам: Нікола та Паоло Булгарі.
6 березня 2011 року французька компанія LVMH придбала Bulgari SpA за 4,5 млрд. євро. Згідно з умовами угоди сім'я Bulgari продала 50,4 відсотків акцій компанії в обмін на 3 відсотки акцій компанії LVMH.

## Власники та керівництво
Головним власником компанії є французька компанія LVMH.

## Діяльність
Дохід компанії згідно з офіційним сайтом мав наступний розподіл: Доходи за категоріями продуктів:
- Коштовності: 46 %
- Годинники: 20,1 %
- Аксесуари: 8 %
- Роялті / інше: 1,4 %
- Відділ коштовностей, годинників та аксесуарів: 74 %
- Відділ парфумерії та товарів для догляду за шкірою: 23 %
- Готелі та інше: 1,5 %

Доходи компанії за регіонами світу:
- Європа: 34.8 % з яких в Італії: 11,1 %.
- США: 13 %
- Азія: 45,5 % з яких в Японії: 18,5 %, решта Азії: 27 %
- Близький Схід та інші: 6,7 %

### Мережа магазинів
Мережа магазинів компанії становить 295 магазинів, з яких компанія власне володіє 174 магазинами. Головним є магазин в Римі на вулиці Via Condotti.
Одними з найвідоміших є магазин в Нью-Йорку на П'ятій Авеню та на Родео Драйв в Беверлі-Гіллз в США.

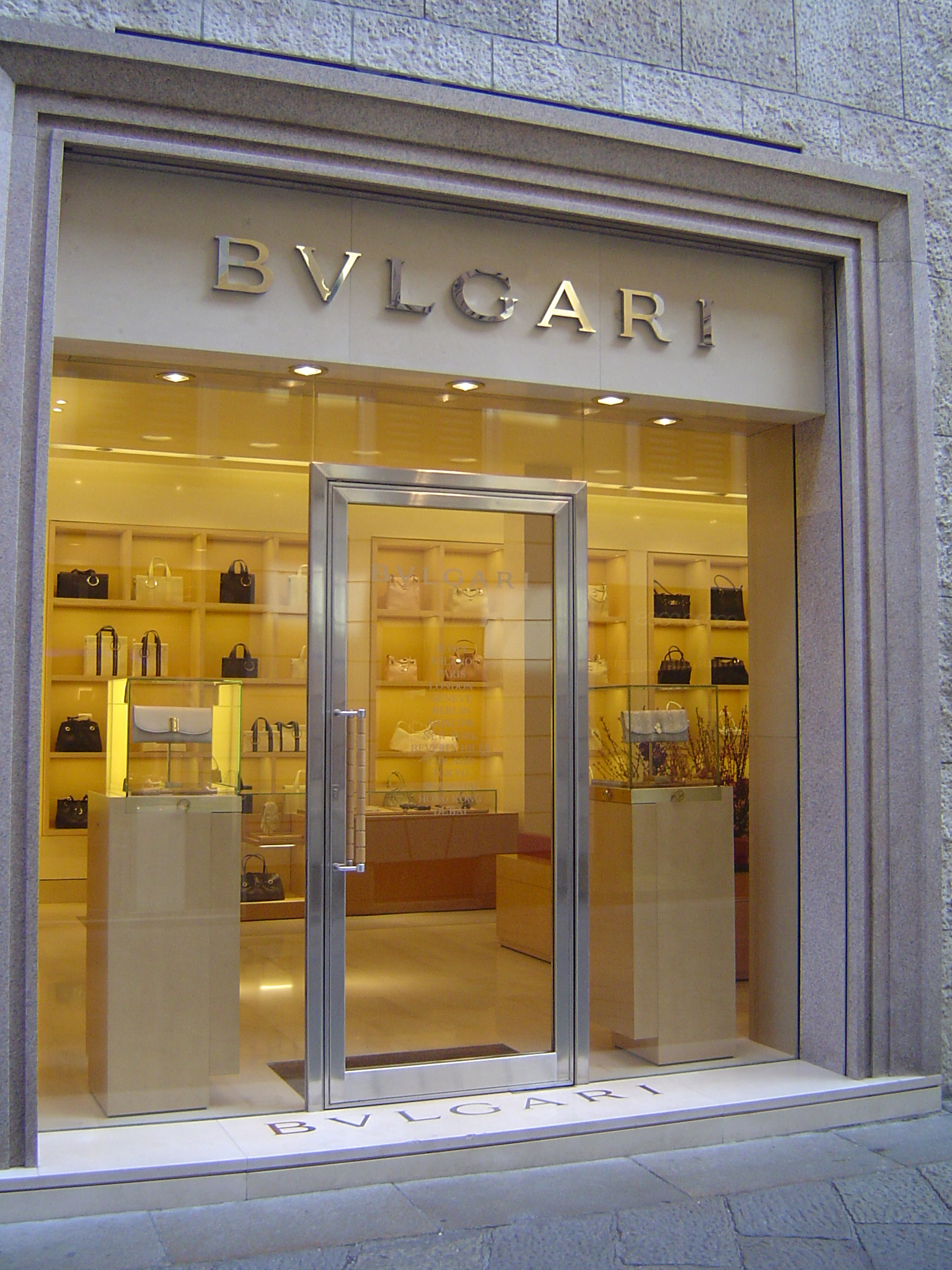
Магазин «Bvlgari» в Міланi (Італія)

## Продукція компанії

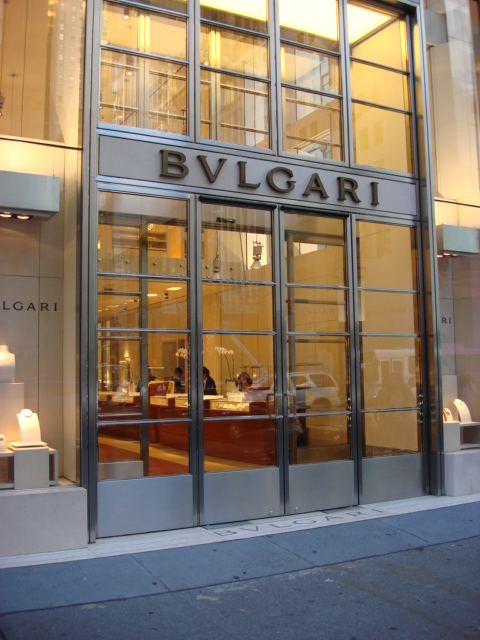
Магазин Bulgari в Нью-Йорку на П'ятій Авеню.

### Парфуми Bvlgari
Колекції парфумів
- AQVA POUR HOMME
- BLACK
- BLV
- BLV EAU D'ETE
- BLV II
- EAU PERFUMME
- JASMIN NOIR
- JEWEL CHARMS
- BVLGARI MAN
- MON JASMIN NOIR
- OMNIA
- PETITS ET MAMANS
- THE CLASSICS

### Годинники Bvlgari
В 1999 році Bulgari придбала компанію-виробника годинників Gerald Genta та її дочку Daniel Roth. Всі годинники Bulgari комплектуються годинниковими механізмами саме цих брендів. На всіх циферблатах поряд с логотипом Bvlgari обов'язково розташований логотип або Gerald Genta, або Daniel Roth.
Компанія випускає годинники для чоловіків та жінок таких колекцій:
- ASSIOMA
- ASSIOMA D
- B.ZERO1
- BVLGARI BVLGARI
- BVLGARI BVLGARI LADY
- ASTRALE
- DANIEL ROTH
- ENDURER
- DIAGONO
- DIAGONO PROFESSIONAL
- GEFICA
- OCTO
- MEDITERRANEAN EDEN
- SERPENTI
- SERPENTI JEWELLERY WATCHES
- SOTIRIO BULGARI

### Окуляри Bvlgari
Компанія випускає наступні колекції окулярів для чоловіків та жінок:
- MONETE
- BULGARI 925
- TUBOGAS
- SERPENTI
- ICONA
- LE GEMME
- VENTAGLIO
- PARENTESI
- ALLUMINIUM
- B.ZERO1
- BRILLIANT CUT